# Leichtathletik-Europameisterschaften 2016/400 m der Frauen

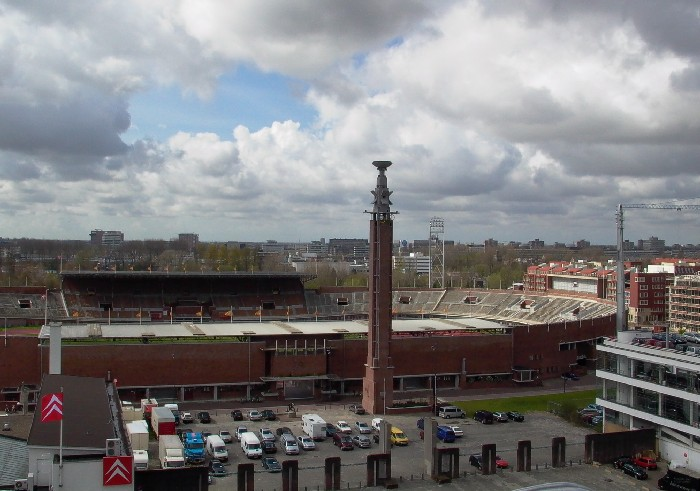
Das Olympiastadion in Amsterdam im Jahr 2005

Der 400-Meter-Lauf der Frauen bei den Leichtathletik-Europameisterschaften 2016 wurde vom 6. bis 8. Juli 2016 im Olympiastadion der niederländischen Hauptstadt Amsterdam ausgetragen.
Europameisterin wurde die italienische Titelverteidigerin Libania Grenot. Sie gewann vor der Französin Floria Gueï. Bronze ging an die Britin Anyika Onuora.

## Bestehende Rekorde
| Weltrekord           | 47,60 s | Marita Koch | Canberra, Australien   | 6. Oktober 1985   |
| Europarekord         | 47,60 s | Marita Koch | Canberra, Australien   | 6. Oktober 1985   |
| Meisterschaftsrekord | 48,16 s | Marita Koch | EM Athen, Griechenland | 8. September 1982 |

Der bereits seit 1982 bestehende EM-Rekord blieb auch nach diesen Europameisterschaften ungefährdet. Die schnellste Zeit erzielte die spätere Europameisterin Libania Grenot aus Italien im Halbfinale mit 50,43 s, womit sie 2,27 s über dem Rekord blieb. Zum Welt- und Europarekord fehlten ihr 2,83 s.

## Doping
In diesem Wettbewerb gab es einen Dopingfall.
In einem Dopingtest vom 5. Juli 2016 der Ukrainerin Olha Semljak, die hier im Halbfinale ausgeschieden war, wurde eine deutlich zu hohe Testosteron-Konzentration festgestellt. Da ihr bereits vorher einmal ein Dopingbetrug nachgewiesen worden war, erhielt sie eine Sperre von nicht vier, sondern acht Jahren vom 5. Juli 2016 bis 4. Juli 2024, alle ihre seit der positiven Dopingprobe erzielten Resultate wurden annulliert.
Da Olha Semljak als eine der elf stärksten Athletinnen der europäischen Jahresbestenliste erst im Halbfinale in den Wettbewerb eingestiegen war, hatte sie in der Vorrunde niemandem das Startrecht für das Semifinale genommen. So kam es hier wenigstens nicht zu gravierenden Benachteiligungen für andere Athletinnen.

## Durchführung
Für diese Disziplin kam zum ersten Mal ein neuer Austragungsmodus zur Anwendung. Die elf stärksten Athletinnen der europäischen Jahresbestenliste mussten in der Vorrunde noch nicht antreten, sondern stiegen erst im Halbfinale ein.

## Legende
Kurze Übersicht zur Bedeutung der Symbolik – so üblicherweise auch in sonstigen Veröffentlichungen verwendet:
| DNF | Wettkampf nicht beendet (did not finish)                                                          |
| DOP | wegen Dopingvergehens disqualifiziert                                                             |
| ‡   | eine der elf schnellsten Sprinterinnen der Jahresbestenliste (Markierung verwendet im Halbfinale) |

## Vorrunde
Die Vorrunde wurde in drei Läufen durchgeführt. Die ersten drei Athletinnen pro Lauf – hellblau unterlegt – sowie die darüber hinaus vier zeitschnellsten Läuferinnen – hellgrün unterlegt – qualifizierten sich für das Halbfinale.

### Vorlauf 1
6. Juli 2016, 13:10 Uhr
| Platz | Name                     | Nation         | Zeit (s) |
| ----- | ------------------------ | -------------- | -------- |
| 1     | Christine Ohuruogu       | Großbritannien | 52,69    |
| 2     | Gunta Latiševa-Čudare    | Lettland       | 53,36    |
| 3     | Aauri Bokesa             | Spanien        | 53,46    |
| 4     | Maria Benedicta Chigbolu | Italien        | 53,51    |
| 5     | Iveta Putalová           | Slowakei       | 53,96    |
| 6     | Sanda Belgyan            | Rumänien       | 54,33    |
| 7     | Claire Mooney            | Irland         | 55,66    |

### Vorlauf 2

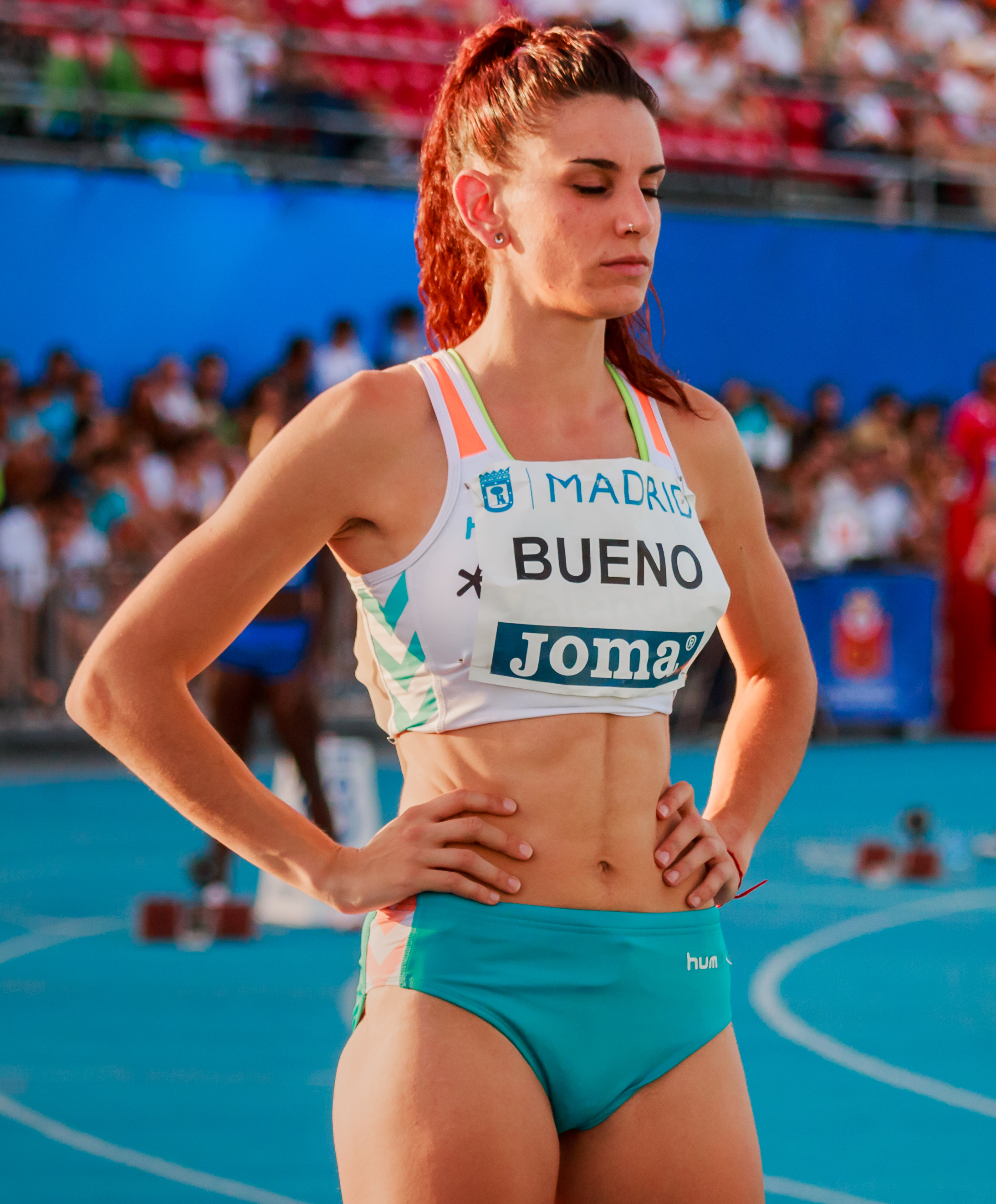
Laura Bueno – am Weiterkommen nur um drei Hundertstelsekunden gescheitert

6. Juli 2016, 13:16 Uhr
| Platz | Name                   | Nation       | Zeit (s) |
| ----- | ---------------------- | ------------ | -------- |
| 1     | Nicky van Leuveren     | Niederlande  | 52,45    |
| 2     | Patrycja Wyciszkiewicz | Polen        | 52,79    |
| 3     | Adelina Pastor         | Rumänien     | 53,03    |
| 4     | Benedicte Hauge        | Norwegen     | 53,13    |
| 5     | Ánna Vasilíou          | Griechenland | 53,98    |
| 6     | Laura Bueno            | Spanien      | 54,01    |
| 7     | Vijona Kryeziu         | Kosovo       | 56,04    |

### Vorlauf 3

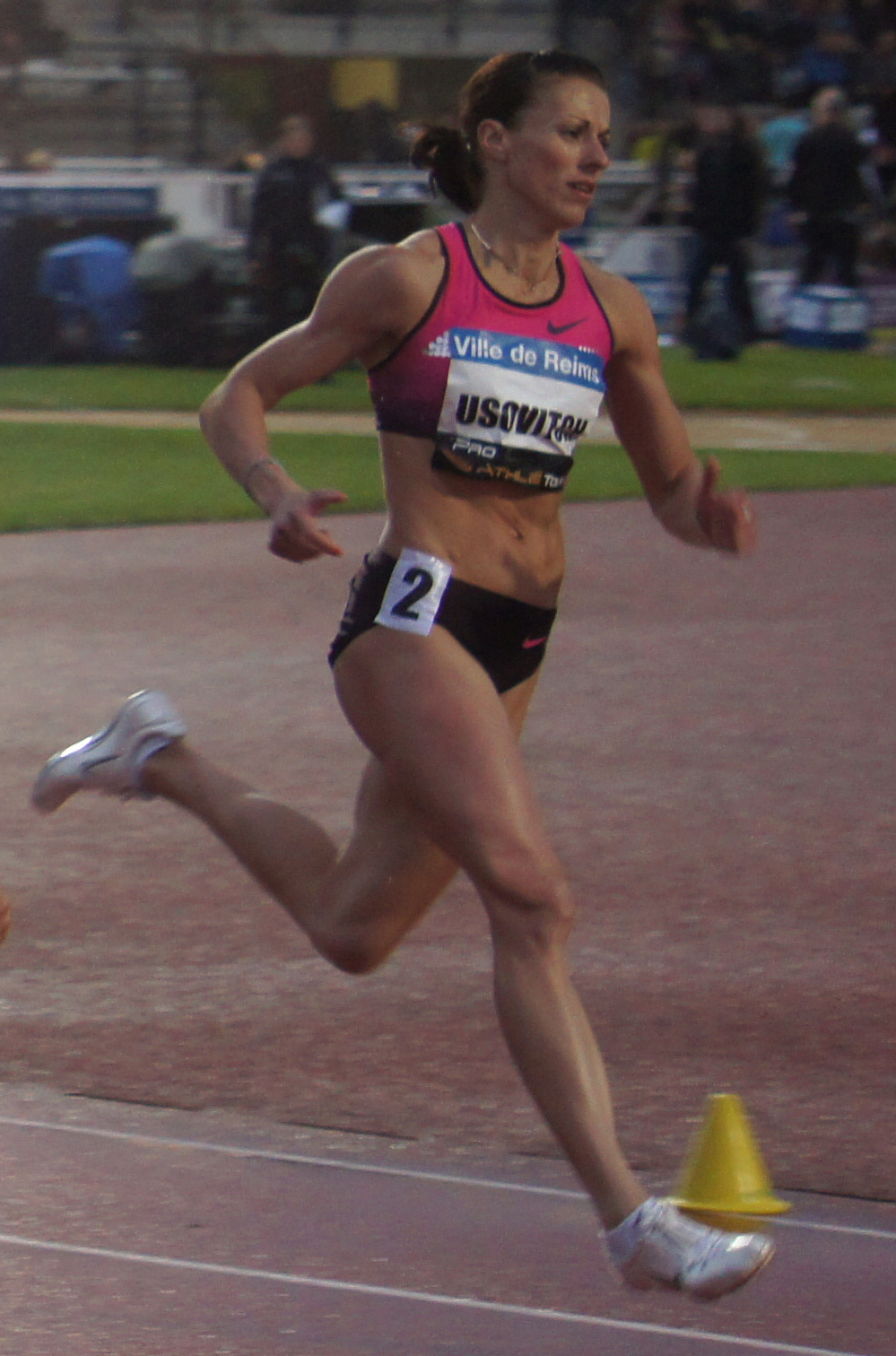
Ilona Ussowitsch erreichte mit ihren 54,58 s nicht das Halbfinale
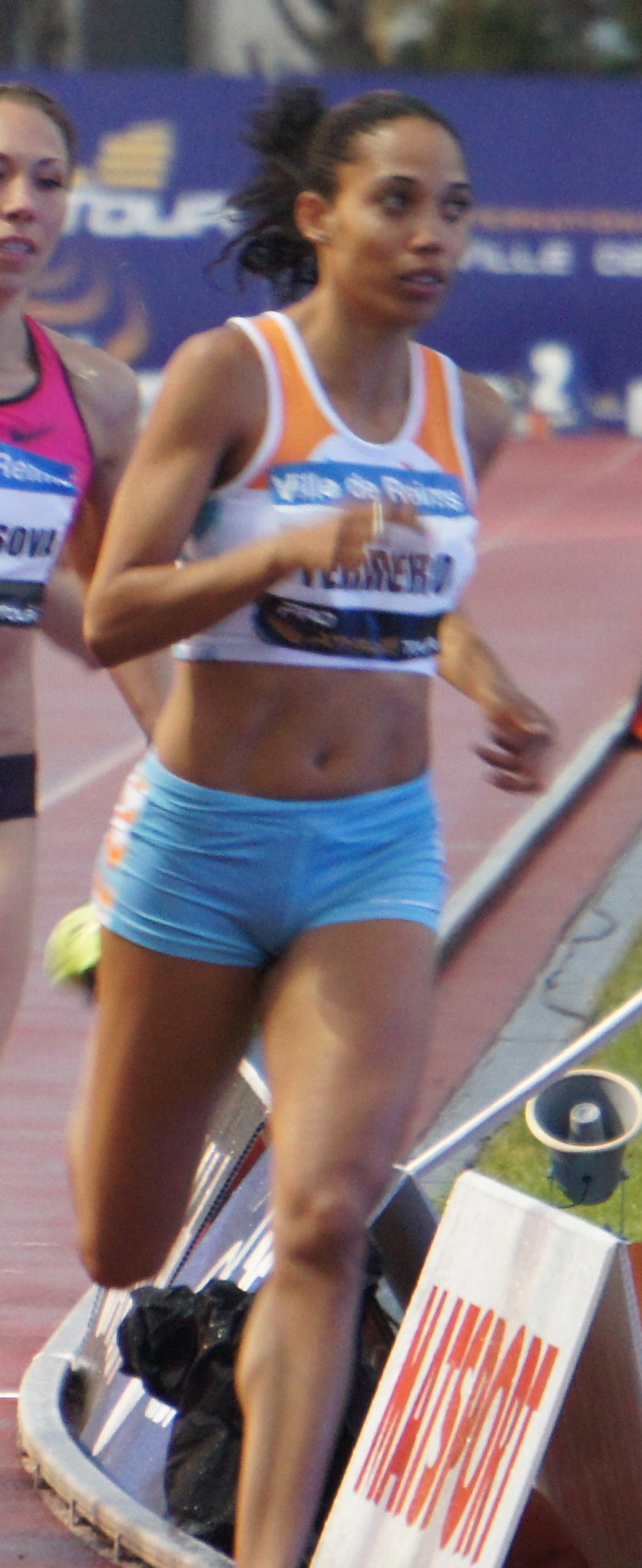
Indira Terrero beendete ihren Vorlauf vorzeitig

6. Juli 2016, 13:22 Uhr
| Platz | Name             | Nation       | Zeit (s) |
| ----- | ---------------- | ------------ | -------- |
| 1     | Lisanne de Witte | Niederlande  | 52,84    |
| 2     | Irini Vasilíou   | Griechenland | 53,86    |
| 3     | Sinead Denny     | Irland       | 53,95    |
| 4     | Ilona Ussowitsch | Belarus      | 54,58    |
| 5     | Marta Milani     | Italien      | 55,85    |
| DNF   | Indira Terrero   | Spanien      |          |

## Halbfinale
Aus den drei Halbfinalläufen qualifizierten sich die jeweils ersten beiden Athletinnen – hellblau unterlegt – sowie die darüber hinaus zwei zeitschnellsten Läuferinnen – hellgrün unterlegt – für das Finale.

### Lauf 1

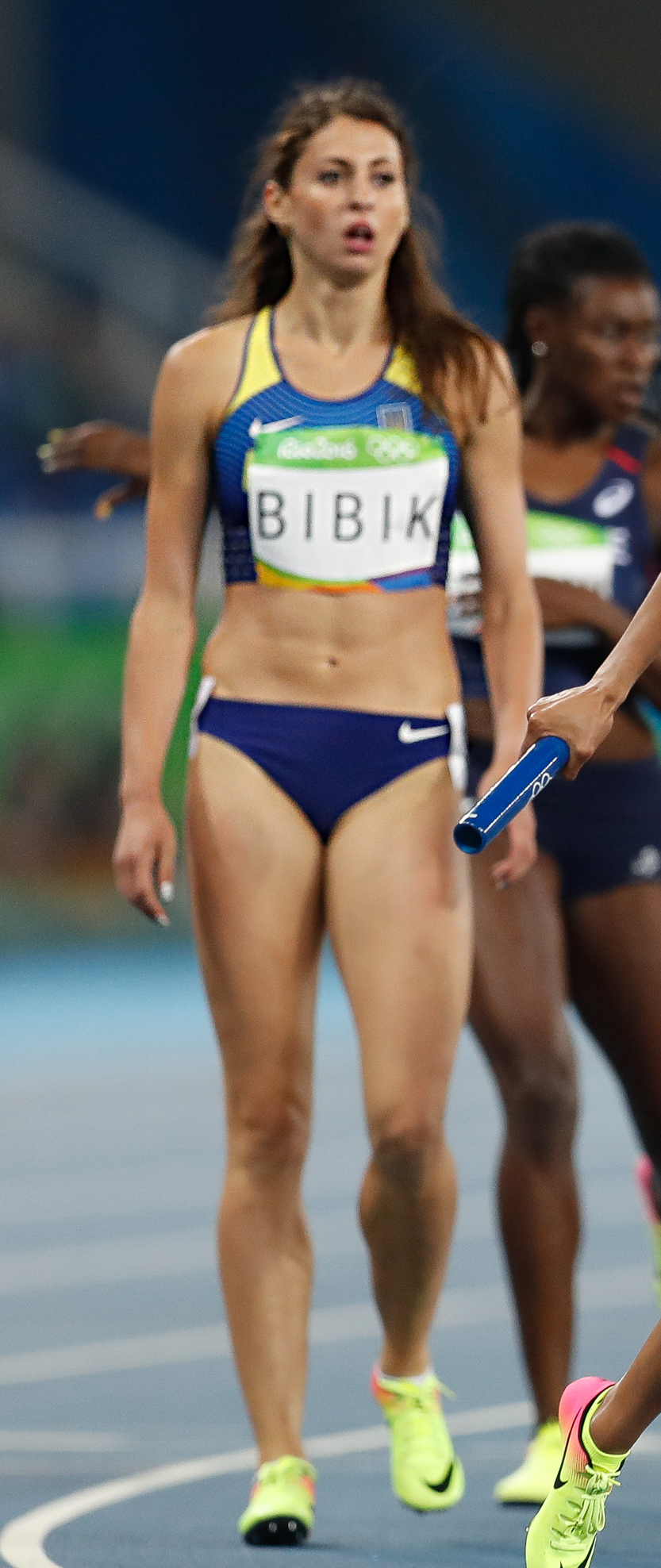
Olha Bibik – ausgeschieden mit 53,02 s

7. Juli 2016, 17:35 Uhr
| Platz | Name                     | Nation         | Zeit (s) |
| ----- | ------------------------ | -------------- | -------- |
| 1     | Floria Gueï ‡            | Frankreich     | 51,01    |
| 2     | Christine Ohuruogu       | Großbritannien | 51,35    |
| 3     | Nicky van Leuveren       | Niederlande    | 52,02    |
| 4     | Justyna Święty ‡         | Polen          | 52,34    |
| 5     | Maria Benedicta Chigbolu | Italien        | 52,69    |
| 6     | Olha Bibik ‡             | Ukraine        | 53,02    |
| 7     | Gunta Latiševa-Čudare    | Lettland       | 53,11    |
| 8     | Ánna Vasilíou            | Griechenland   | 53,72    |

### Lauf 2

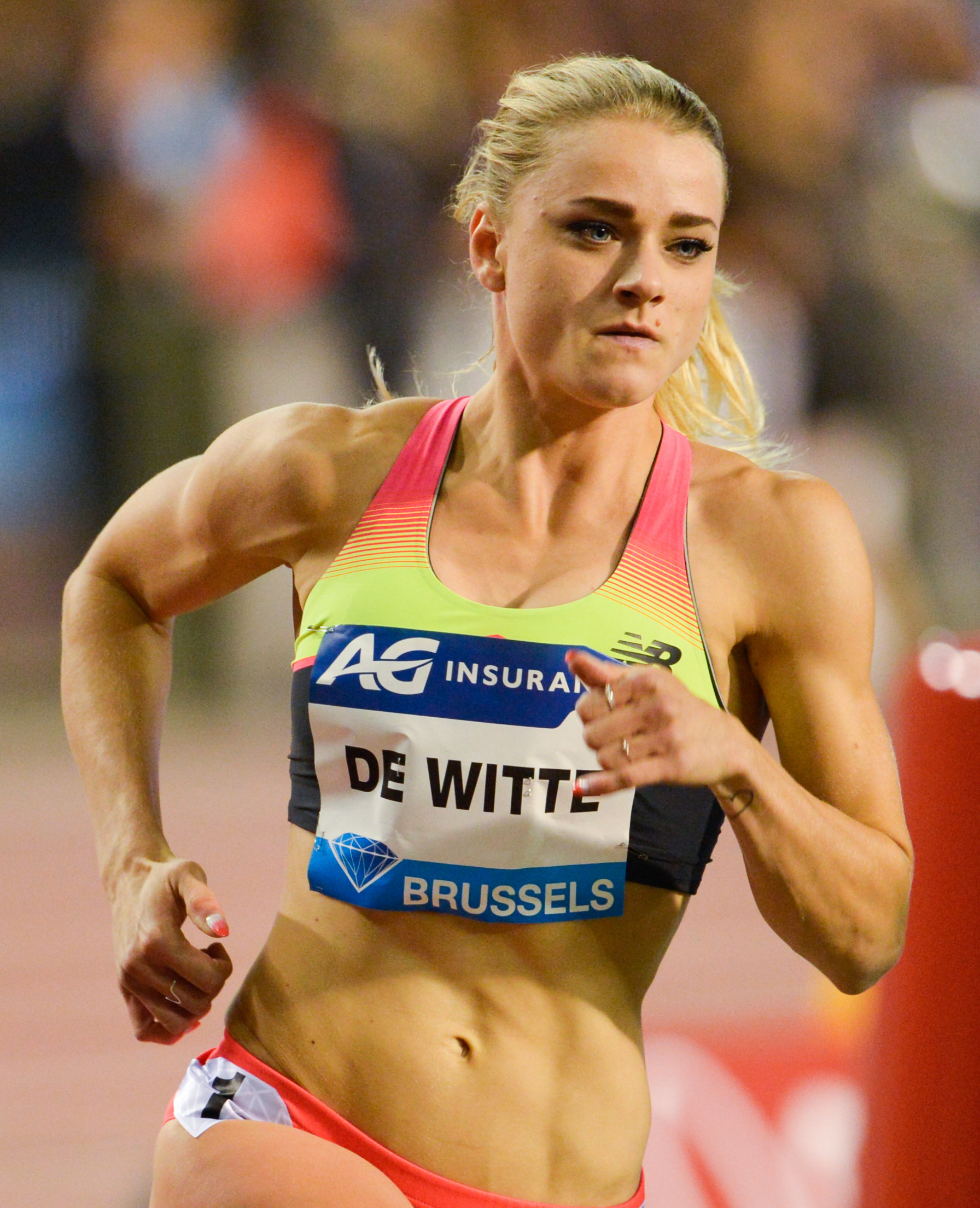
Lisanne de Witte – ausgeschieden in 52,37 s
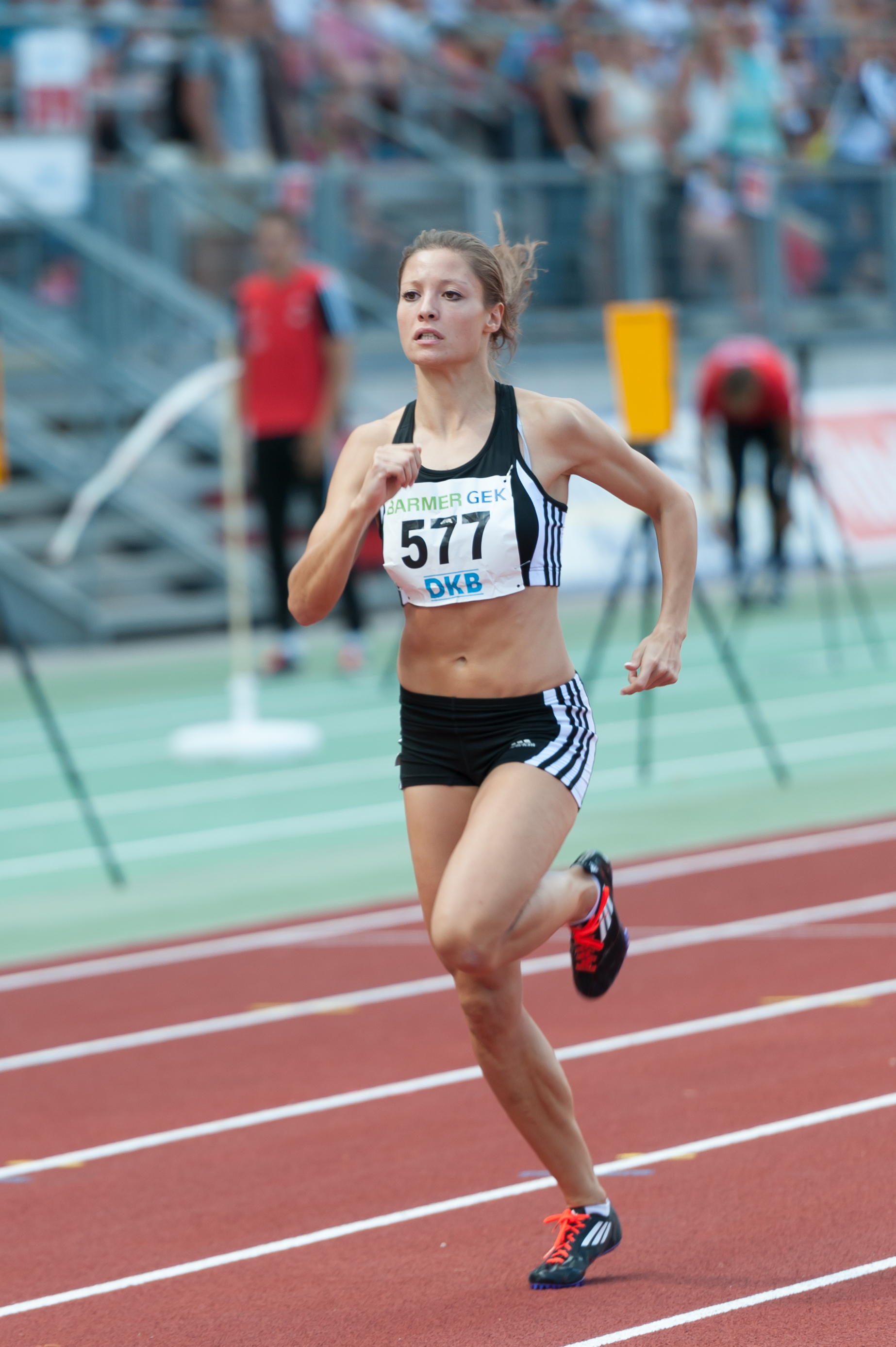
Ruth Sophia Spelmeyer – ausgeschieden in 52,40 s
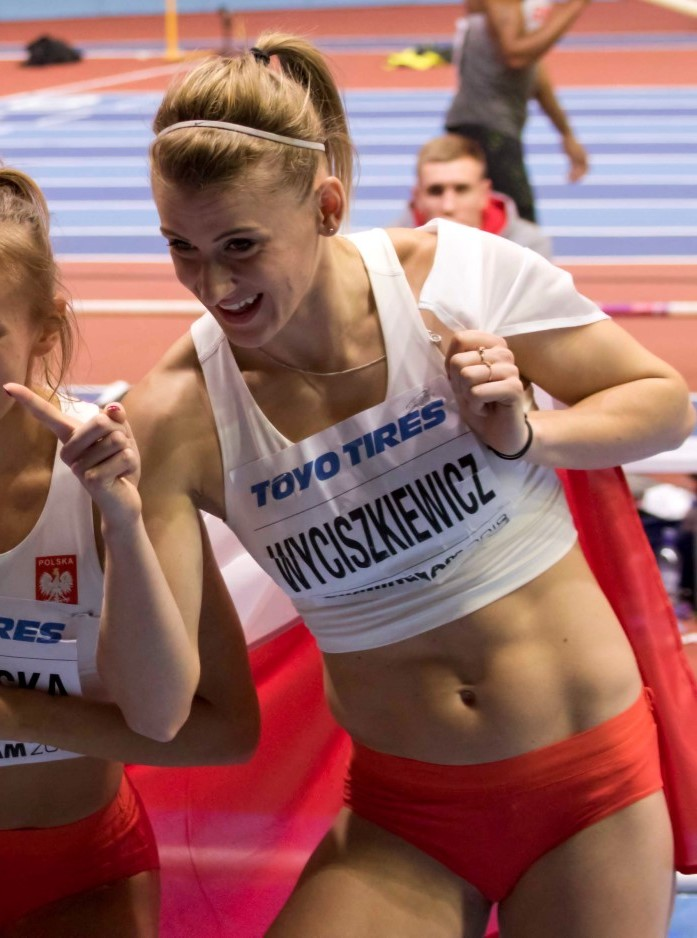
Patrycja Wyciszkiewicz – ausgeschieden in 52,92 s
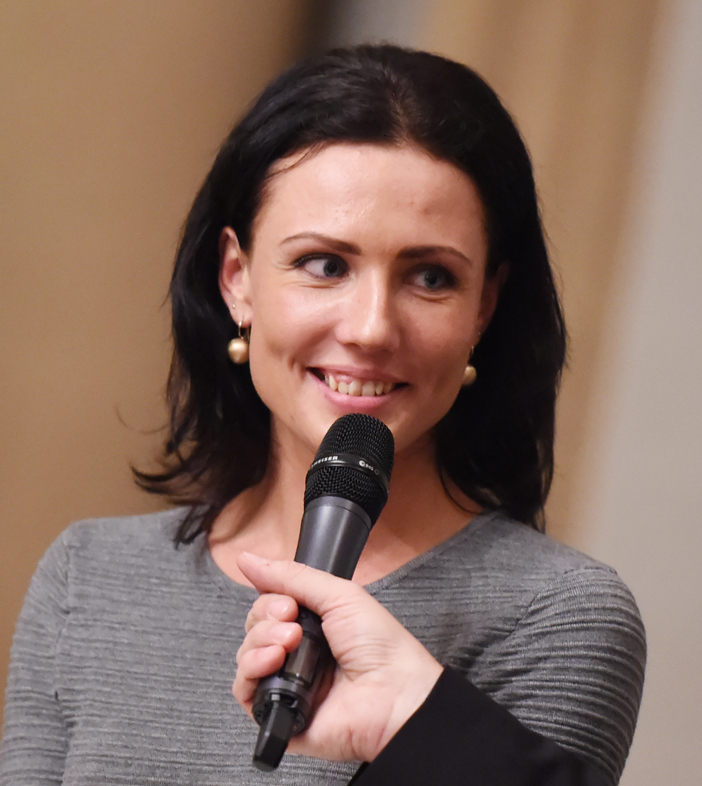
Iveta Putalová – ausgeschieden in 54,ß4 s

7. Juli 2016, 17:42 Uhr
| Platz | Name                    | Nation         | Zeit (s) |
| ----- | ----------------------- | -------------- | -------- |
| 1     | Anyika Onuora ‡         | Großbritannien | 51,84    |
| 2     | Tamara Salaški ‡        | Serbien        | 52,27    |
| 3     | Lisanne de Witte        | Niederlande    | 52,37    |
| 4     | Ruth Sophia Spelmeyer ‡ | Deutschland    | 52,40    |
| 5     | Patrycja Wyciszkiewicz  | Polen          | 52,92    |
| 6     | Iveta Putalová          | Slowakei       | 54,04    |
| 7     | Benedicte Hauge         | Norwegen       | 55,50    |
| DOP   | Olha Semljak ‡          | Ukraine        | 52,58    |

### Lauf 3

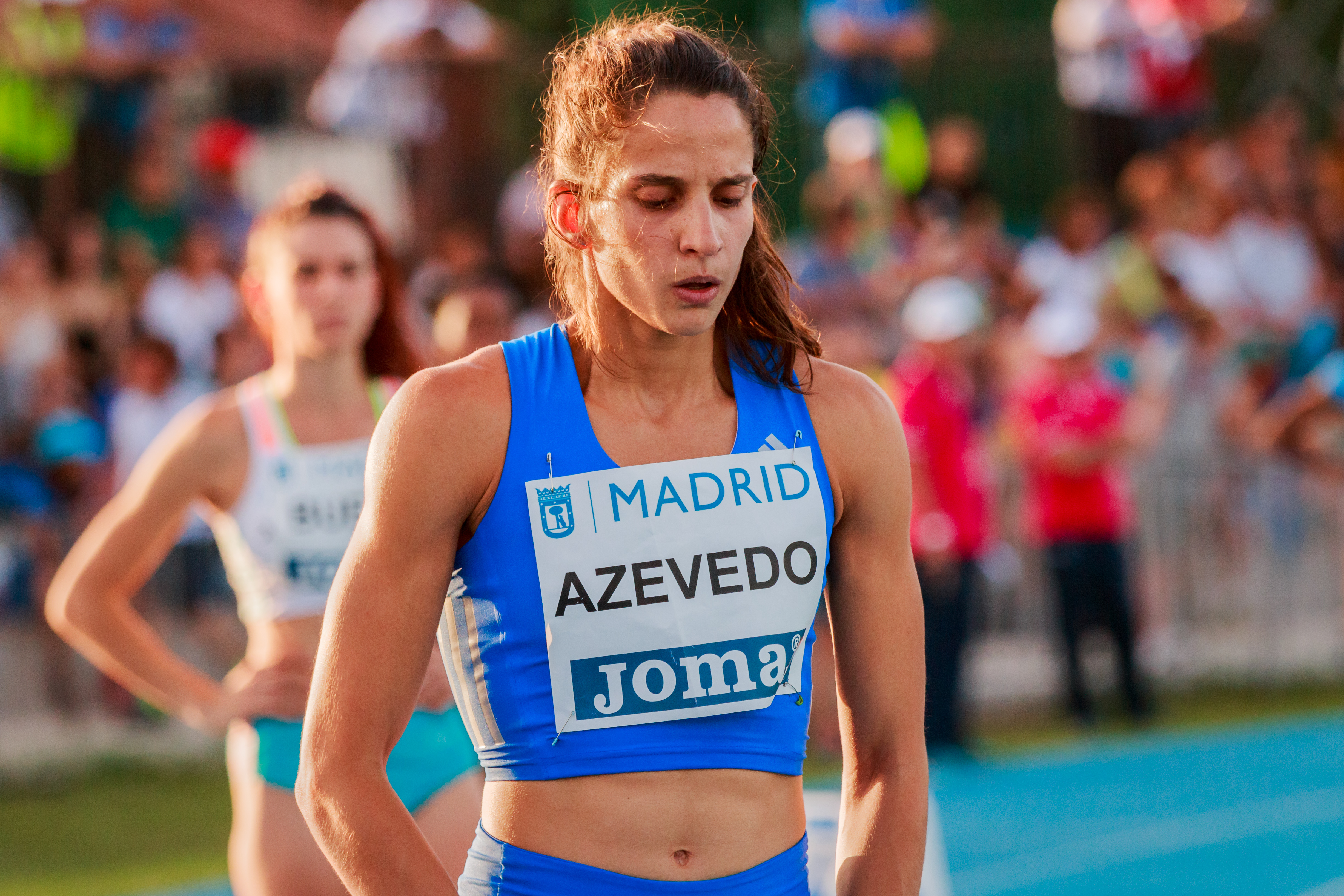
Cátia Azevedo scheiterte mit 51,46 s als Vierte ihres Halbfinals
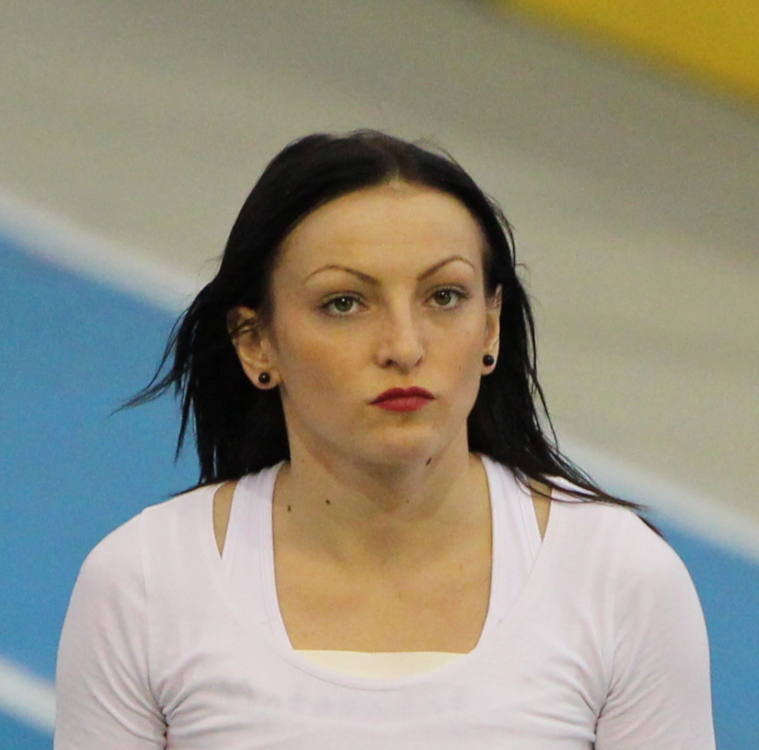
Adelina Pastor schaffte mit 52,90 s nicht den Einzug ins Finale

7. Juli 2016, 17:49 Uhr
| Platz | Name                 | Nation       | Zeit (s) |
| ----- | -------------------- | ------------ | -------- |
| 1     | Libania Grenot ‡     | Italien      | 50,43    |
| 2     | Małgorzata Hołub ‡   | Polen        | 51,67    |
| 3     | Aauri Bokesa         | Spanien      | 52,39    |
| 4     | Cátia Azevedo ‡      | Portugal     | 52,46    |
| 5     | Julija Olischewska ‡ | Ukraine      | 52,54    |
| 6     | Irini Vasiliou       | Griechenland | 52,58    |
| 7     | Adelina Pastor       | Rumänien     | 52,90    |
| 8     | Sinead Denny         | Irland       | 53,27    |

## Finale

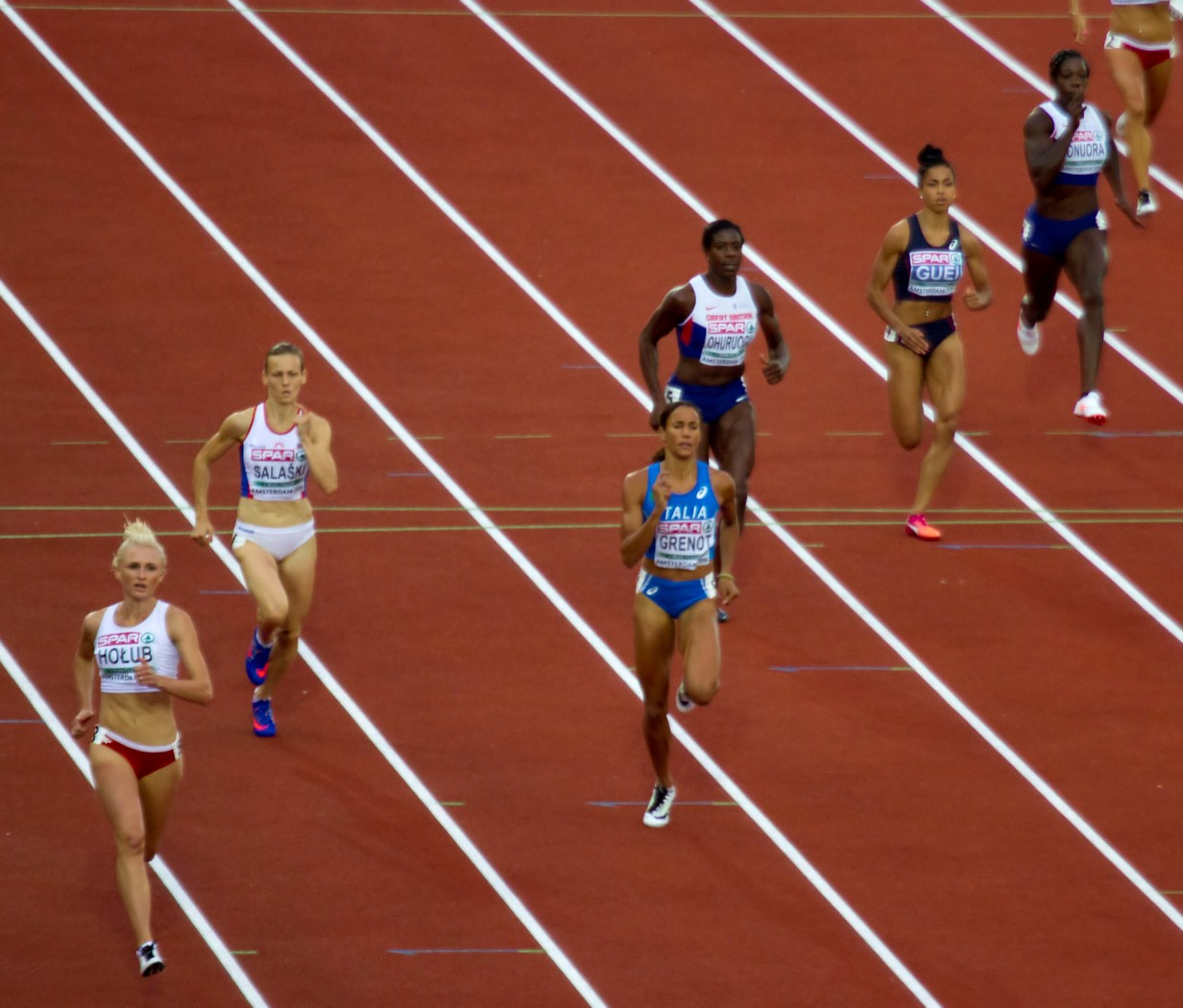
Die Läuferinnen auf der Gegengeraden

8. Juli 2016, 20:25 Uhr
| Platz | Name               | Nation         | Zeit (s) |
| ----- | ------------------ | -------------- | -------- |
| 1     | Libania Grenot     | Italien        | 50,73    |
| 2     | Floria Gueï        | Frankreich     | 51,21    |
| 3     | Anyika Onuora      | Großbritannien | 51,47    |
| 4     | Christine Ohuruogu | Großbritannien | 51,55    |
| 5     | Małgorzata Hołub   | Polen          | 51,89    |
| 6     | Justyna Święty     | Polen          | 51,96    |
| 7     | Tamara Salaški     | Serbien        | 52,23    |
| 8     | Nicky van Leuveren | Niederlande    | 52,76    |

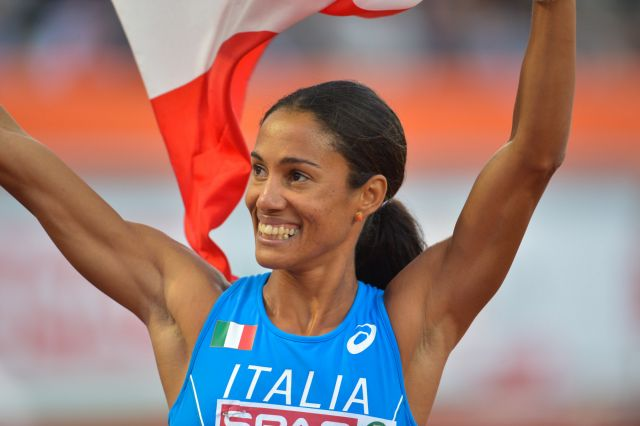
Europameisterin Libania Grenot konnte ihren Titel verteidigen
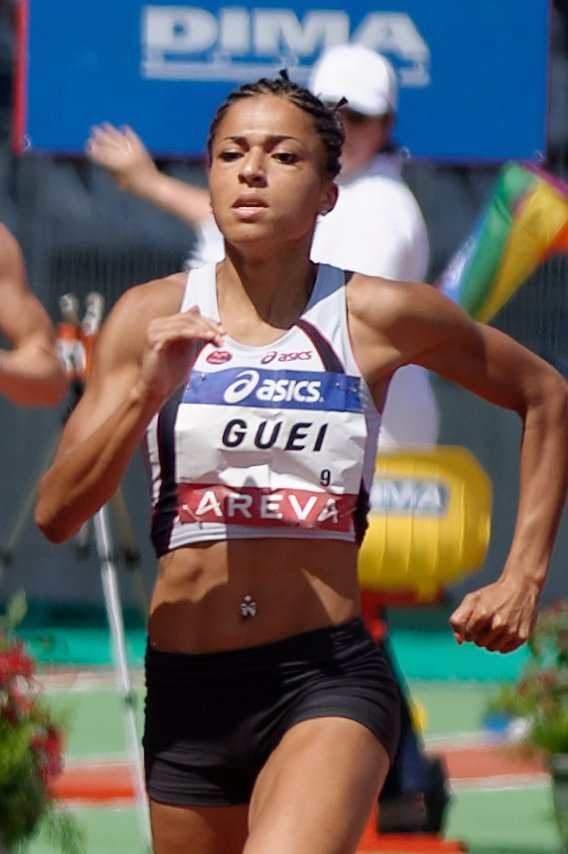
Vizeeuropameisterin Floria Gueï
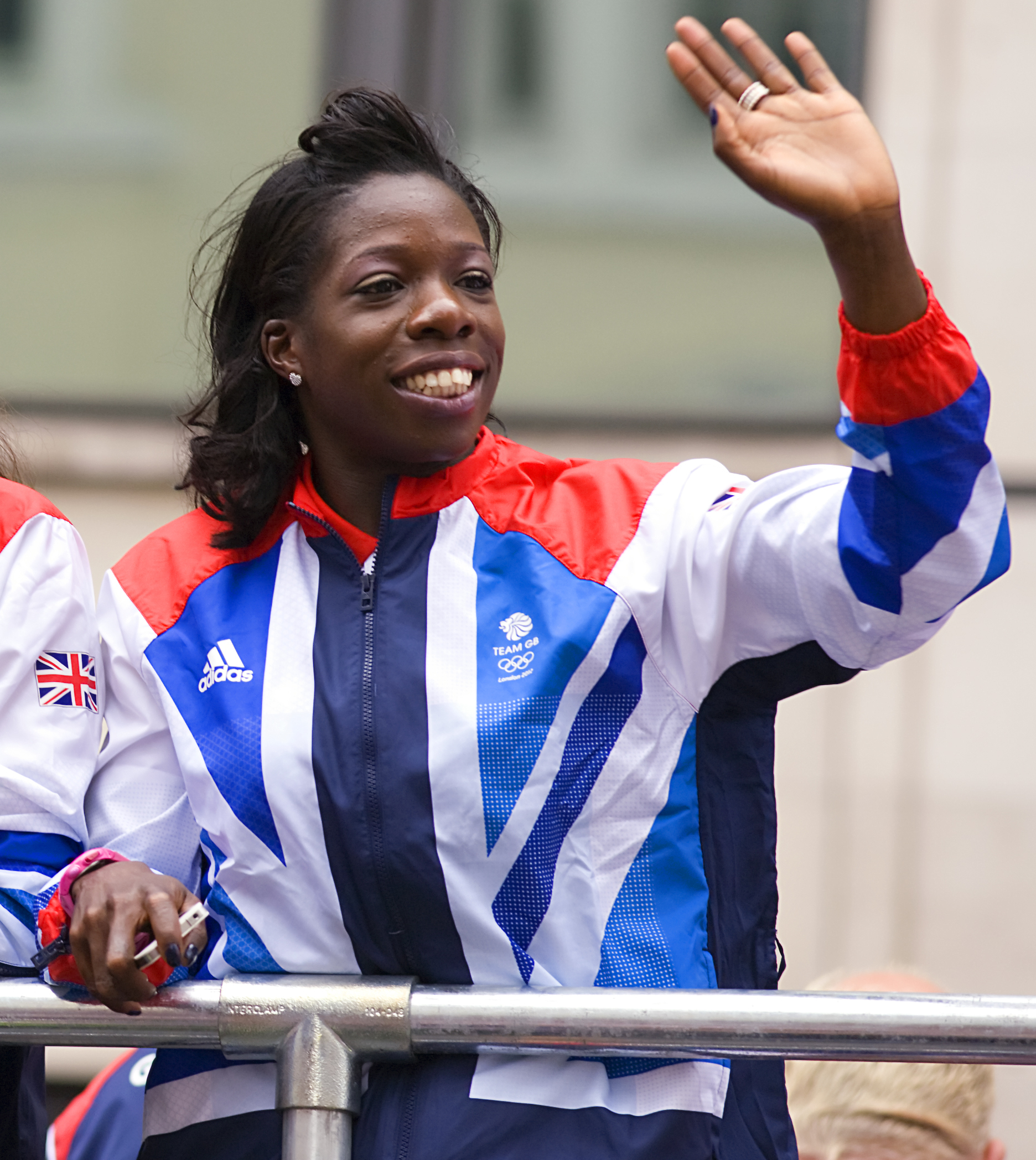
Bronzemedaillengewinnerin Anyika Onuora
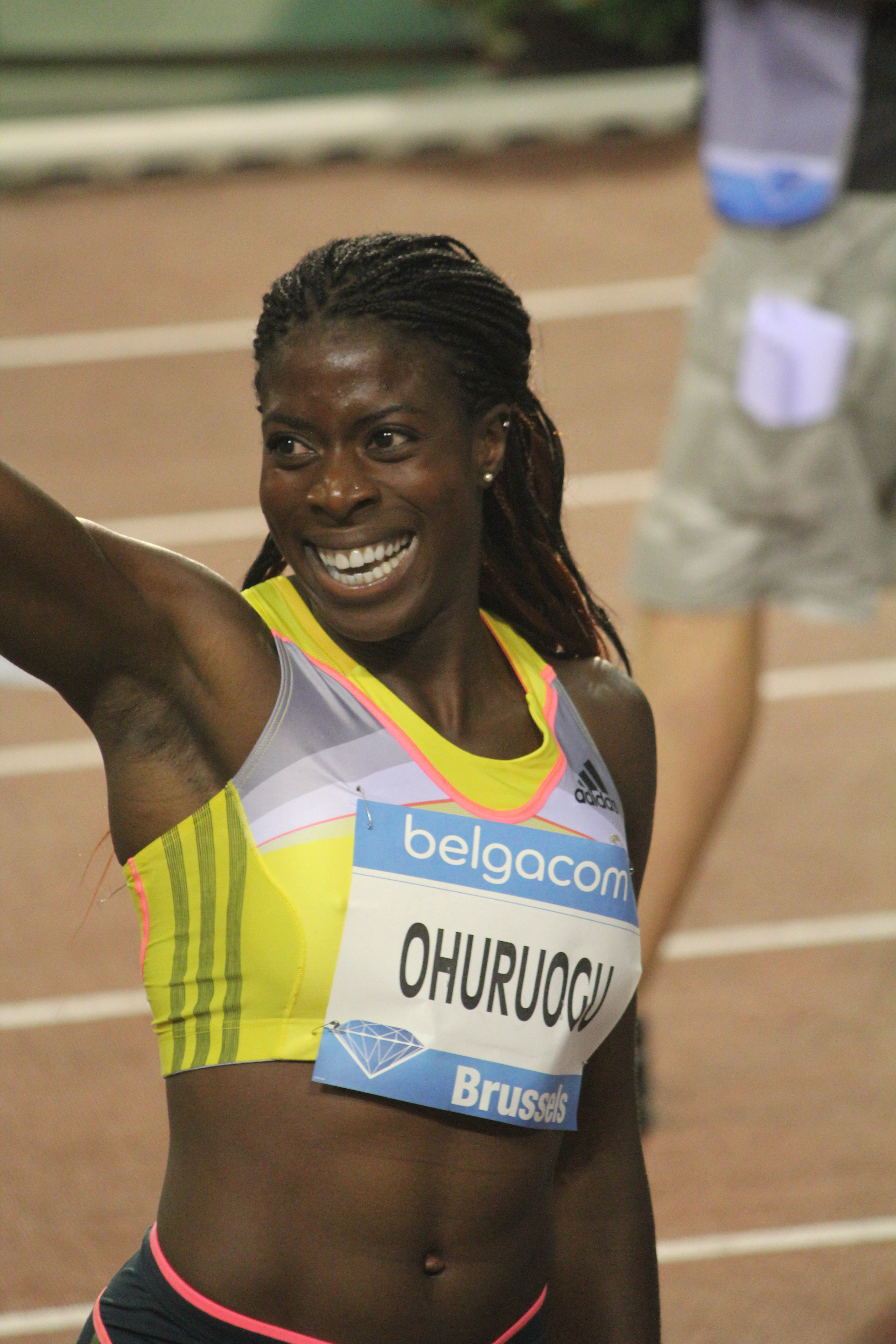
Christine Ohuruogu, unter anderem Olympiasiegerin von 2008, Olympiazweite von 2012 und zweifache Weltmeisterin (2007/2013), belegte Rang vier

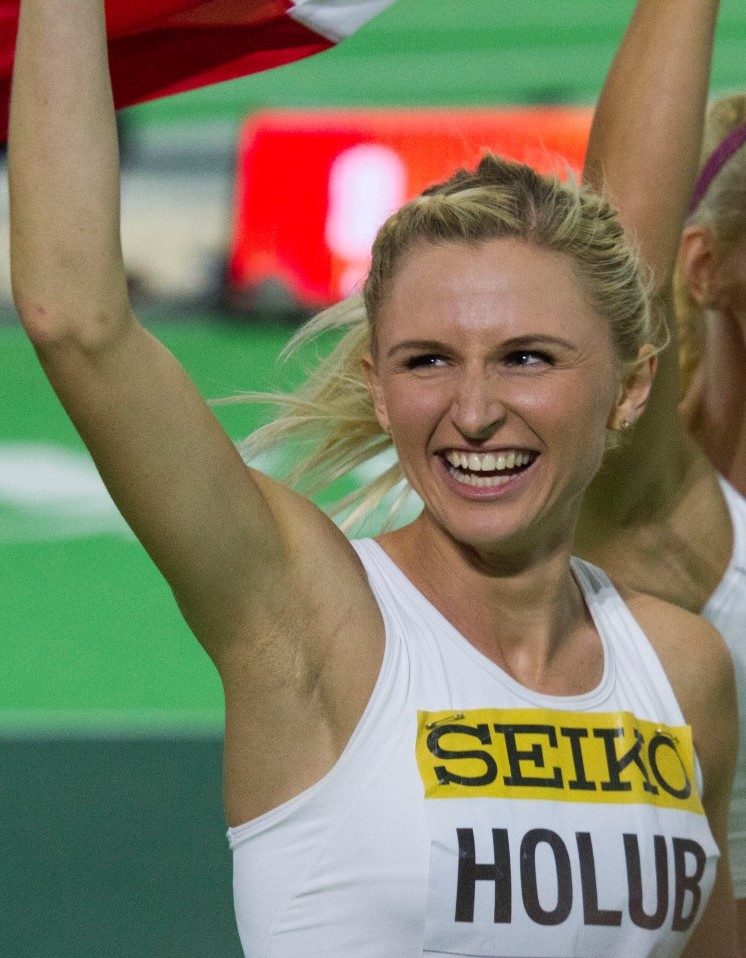
Małgorzata Hołub wurde Fünfte
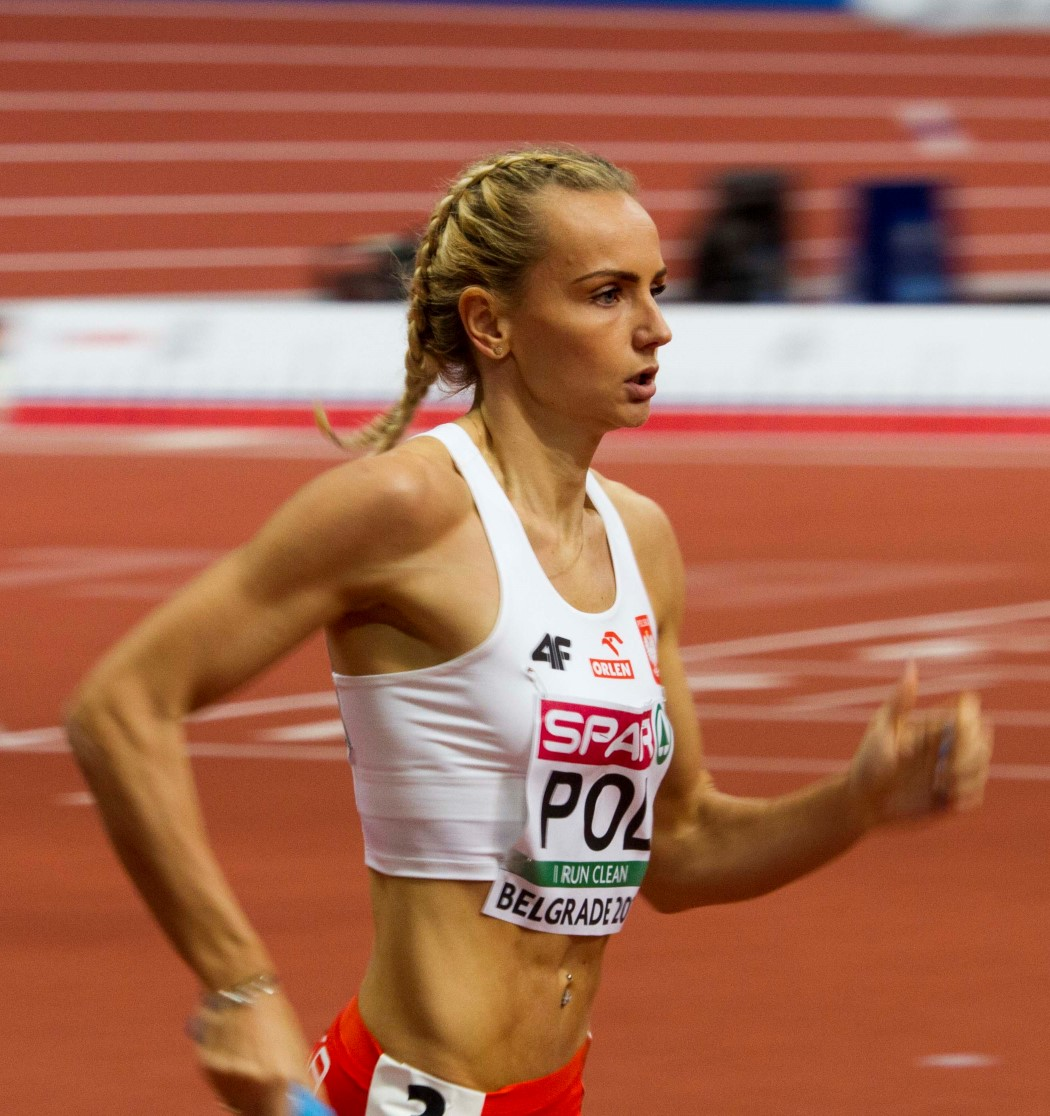
Justyna Święty erreichte Platz sechs
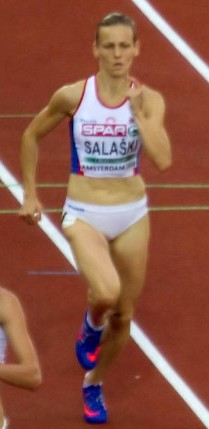
Tamara Salaški kam auf den siebten Platz
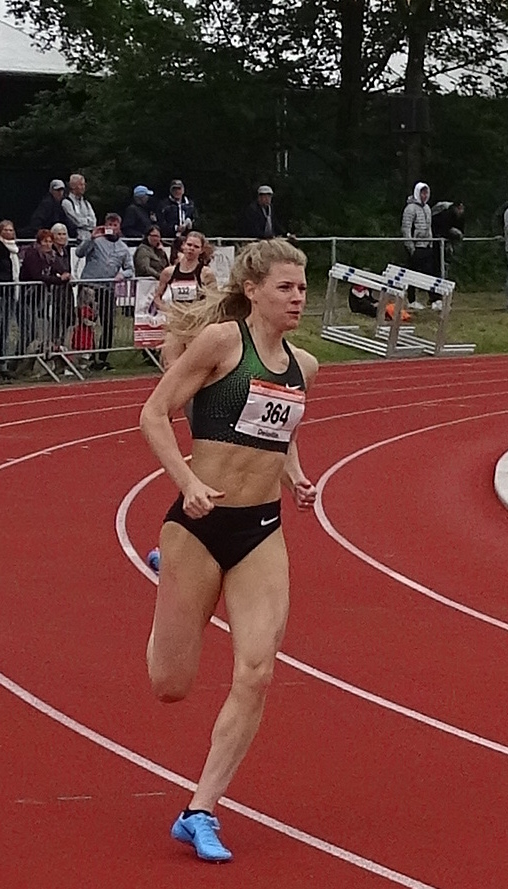
Rang acht für Nicky van Leuveren

## Videolink
- 204 Libania Grenot 400m FINAL Women's European Athletics Championships Amsterdam 2016 HD, youtube.com, abgerufen am 21. März 2023